# Meliolomycetidae
Meliolomycetidae P.M. Kirk, P.F. Cannon, J.C. David & Stalpers – podklasa grzybów z klasy Sordariomycetes.

## Systematyka
Pozycja w klasyfikacji według Index Fungorum: Meliolaceae, Meliolales, Meliolomycetidae, Sordariomycetes, Pezizomycotina, Ascomycota, Fungi.
Według klasyfikacji Index Fungorum bazującej na Dictionary of the Fungi do Meliolomycetidae należą:
- rząd: Meliolales Gäum. ex D. Hawksw. & O.E. Erikss. 1986
  - rodzina: Armatellaceae Hosag. 2003
  - rodzina Meliolaceae G.W. Martin ex Hansf. 1946